# Danny Kent
Danny Ray Kent é um piloto inglês de motovelocidade campeão de categoria Moto3 na temporada de 2015. Atualmente disputa a categoria Moto2.